# Elizabeth Dole
Mary Elizabeth Hanford "Liddy" Dole (29 de julho de 1936) é uma política americana do estado da Carolina do Norte. Foi casada quase cinquenta anos com o senador Bob Dole.
Foi eleita para o Senado dos Estados Unidos em 2002 como a primeira mulher senadora da Carolina do Norte. Ela correu para a reeleição em 2008, mas perdeu para a democrata Kay Hagan.
Somente a segunda mulher a ocupar o cargo desde a fundação da Cruz Vermelha Americana em 1881 por Clara Barton, Elizabeth Dole deixou sua marca. Em um notável período de oito anos como presidente, ela dedicou seu primeiro ano como voluntária e os sete seguintes reestruturando integralmente a maior organização humanitária global.